# 1998년 대한민국의 영화 목록
다음은 1998년에 개봉됐던 대한민국의 영화 목록이다.

## 목록
- 8월의 크리스마스
- 가족시네마
- 강원도의 힘
- 고수
- 기막힌 사내들
- 까
- 남자의 향기
- 남자이야기
- 또또와 유령친구들
- 러브 러브
- 마지막 시도
- 물위의 하룻밤
- 미끼
- 미술관 옆 동물원
- 바이 준
- 블랙 트리오
- 블루스
- 생과부 위자료 청구소송
- 세븐틴
- 세븐틴
- 아름다운 시절
- 아메리칸 드래곤
- 약속
- 엑스트라
- 여고괴담
- 예수
- 이방인
- 정사
- 조용한 가족
- 죽이는 이야기
- 짱
- 찜
- 처녀들의 저녁식사
- 천년환생
- 크리스마스에 눈이 내리면
- 키스할까요
- 토요일 오후 2시
- 퇴마록
- 투 타이어드 투 다이
- 투캅스 3
- 파란대문
- 해가 서쪽에서 뜬다면
- 휘파람부는 여자

## 참고 자료
- KOFIC 영화데이터베이스